# Medina egregia
Medina egregia là một loài ruồi trong họ Tachinidae.